# Bovidae
La famiglia dei bovidi (Bovidae) appartiene all'ordine degli artiodattili (gli ungulati a dita pari) e più precisamente al sottordine dei ruminanti.

## Caratteristiche

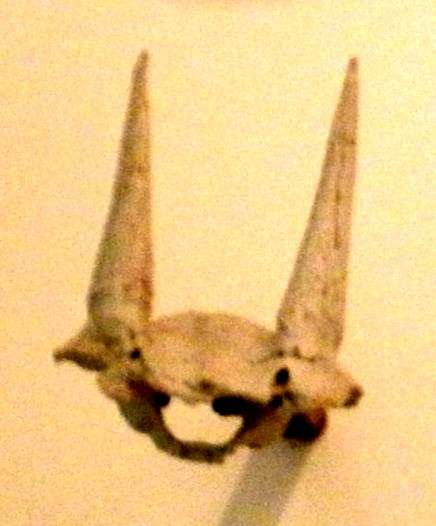
Corna di Eotragus sansaniensis, un bovide primitivo

Sono nativi di tutti i continenti eccetto l'Oceania, dove sono stati introdotti, e l'Antartide. Il loro habitat si estende dalla tundra al deserto e possono avere dimensioni variabili dai due metri al garrese di alcuni Bovini ai 30 cm di alcuni antilopini. Sono quasi tutti erbivori: fanno eccezione i cefalofini che sono onnivori. I maschi di tutte le specie presentano almeno un paio di corna, e anche le femmine di molte specie: la forma e le dimensioni possono variare, ma la struttura è sempre costituita da una protrusione ossea ricoperta da strati di cheratina.

## Evoluzione
Gli antenati degli odierni bovidi sono conosciuti a partire dal Miocene inferiore (circa 20 milioni di anni fa); i primi bovidi (ad esempio Eotragus) erano piccoli animali vagamente simili a gazzelle, che abitavano i territori boschivi e forestali. Il numero di bovidi aumentò enormemente nel corso del Miocene, e in breve tempo questi animali si adattarono a vivere in habitat aperti e di prateria.
Attualmente la maggior parte dei bovidi vive in Africa, mentre in Asia c'è il maggior numero di specie addomesticate. In America Settentrionale i bovidi giunsero nel Pleistocene, oltrepassando il ponte di terra che esisteva dove oggi c'è lo Stretto di Bering, occupando le nicchie ecologiche lasciate vuote dall'estinzione di fine Pliocene.

### Miocene medio
Il Miocene medio segnò la diffusione dei bovidi in Cina e nel subcontinente indiano. Secondo Vrba, la radiazione adattativa della sottofamiglia Alcelaphinae iniziò nell'ultima parte del Miocene medio. Le tribù Caprinae probabilmente si divise all'inizio del Miocene medio. I Caprini sono emersi nel Miocene medio e sembrano essere stati sostituiti da altri bovidi e cervidi in Eurasia. I primi fossili delle antilopine risalgono al Miocene medio, sebbene gli studi dimostrino l'esistenza della sottofamiglia dal Miocene inferiore. La speciazione si è verificata nella tribù Antilopini durante il Miocene medio o superiore, principalmente in Eurasia. Tribù di Neotragini sembra essere apparso in Africa alla fine del Miocene, e si era diffuso nel Pliocene.

### Tardo Miocene
Nel tardo Miocene, intorno ai 10 milioni di anni fa, i bovidi si diversificarono rapidamente, portando alla creazione di 70 nuovi generi. Questa radiazione del tardo Miocene è stata in parte dovuta al fatto che molti bovidi si sono adattati ad habitat di praterie più aperte. Le Aepycerotinae sono apparse per la prima volta nel tardo Miocene e non è stata notata alcuna differenza significativa nelle dimensioni dell'impala primitivo e moderno. Fossili di ovibovini, una tribù di Caprinae, in Africa risalgono al tardo Miocene. I primi fossili di Hippotragine risalgono al tardo Miocene e furono scavati da siti come Lothagam e Awash Valley. I primi fossili africani di Reduncinae risalgono a 6-7 Mya. Reduncinae e Peleinae probabilmente divergevano nel Miocene medio.

## Denominazione ed etimologia
Il nome "Bovidae" fu dato dallo zoologo britannico John Edward Gray nel 1821. La parola "Bovidae" è la combinazione del prefisso bov- (originato dal latino bos, "bue", attraverso il tardo latino bovinus) e il suffisso -idae.

## Tassonomia

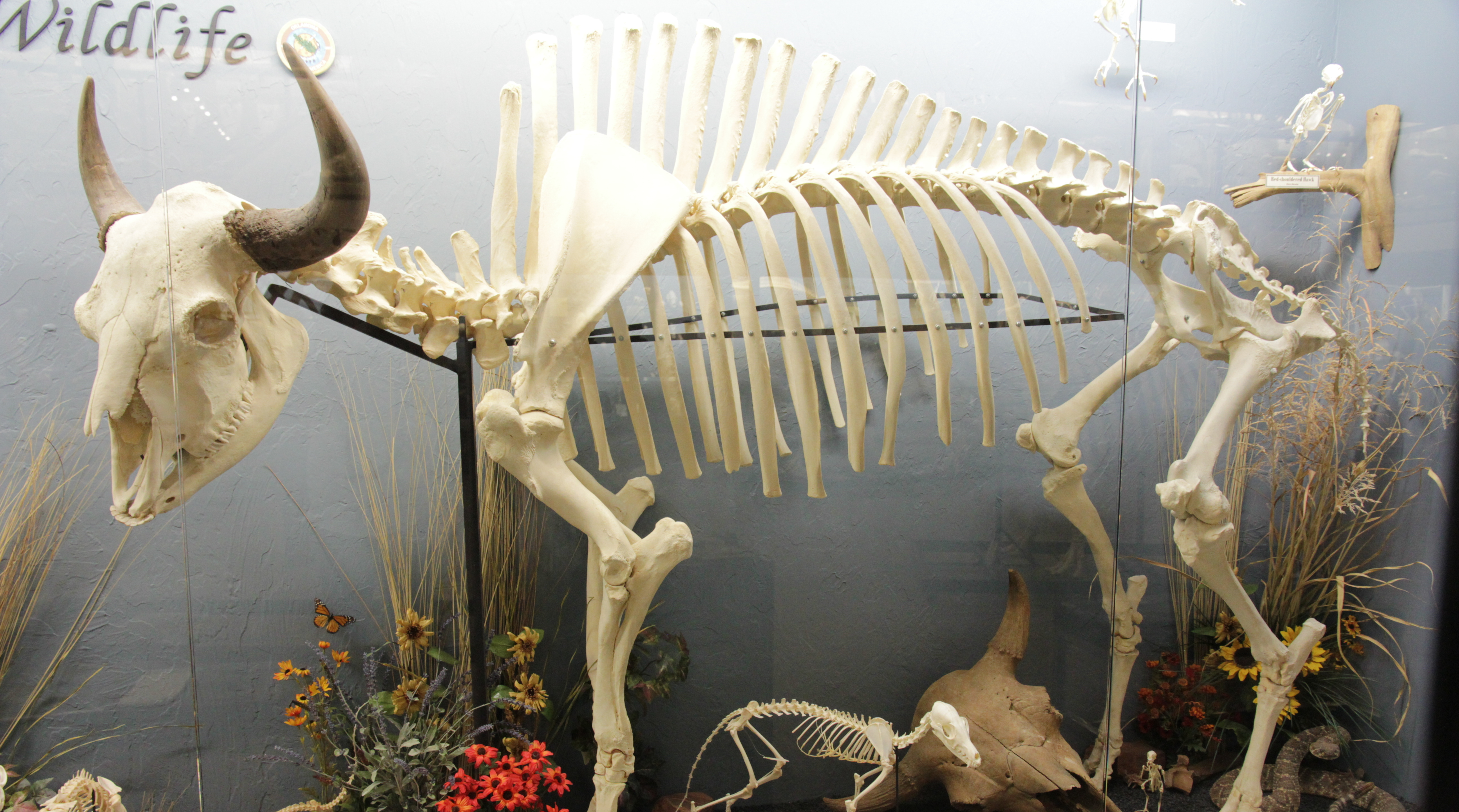
Scheletro di bisonte americano

La famiglia Bovidae è collocata nell'ordine Artiodactyla (che comprende gli ungulati artiodattili). Comprende 143 specie esistenti, che rappresentano quasi il 55% degli ungulati e 300 specie estinte conosciute.
Fino all'inizio del XXI secolo si sapeva che la famiglia Moschidae (cervo muschiato) era il gruppo tassonomico dei Cervidae. Tuttavia, uno studio filogenetico del 2003 di Alexandre Hassanin (del Museo Nazionale di Storia Naturale, Francia) e colleghi, basato su analisi mitocondriali e nucleari, ha rivelato che Moschidae e Bovidae formano un clado di Cervidae. Secondo lo studio, i Cervidae si sono discostati dal clado Bovidae-Moschidae da 27 a 28 milioni di anni fa.
Studi molecolari hanno sostenuto la monofilia nella famiglia Bovidae (un gruppo di organismi comprende una specie ancestrale e tutti i suoi discendenti). Il numero di sottofamiglie nei Bovidi è contestato, con proposte di un massimo di dieci e di un minimo di due sottofamiglie. Tuttavia, le prove molecolari, morfologiche e fossili indicano l'esistenza di otto sottofamiglie distinte: Aepycerotinae (composto solo dall'impala), Alcelaphinae (Damaliscus pygargus, Alcelaphus buselaphus, gnu e loro parenti), Antilopinae (diverse antilopi, gazzelle e parenti), Bovinae (bovini, bufali, bisonti e altre antilopi), Caprinae (capre, pecore, stambecchi, Capricornis e parenti), Cephalophinae (cefalofi), Hippotraginae (addax, orici e parenti) e Reduncinae (Redunca e kob). Inoltre, sono note tre sottofamiglie estinte: Hypsodontinae (Miocene medio), Oiocerinae (Turolian) e la sottofamiglia Tethytraginae, che contiene Tethytragus (Miocene medio).
Nel 1992, Alan W. Gentry del Natural History Museum di Londra ha diviso le otto principali sottofamiglie di Bovidi in due principali cladi sulla base della loro storia evolutiva: Boodontia, che comprendeva solo Bovinae, e Aegodontia, che consisteva nel resto delle sottofamiglie. I boodontia hanno denti in qualche modo primitivi, simili a quelli dei buoi, mentre gli egodonti hanno denti più avanzati come quelli delle capre.
Esiste una controversia sul riconoscimento di Peleinae e Pantholopinae, comprendenti rispettivamente i generi Pelea e Pantholops, come sottofamiglie. Nel 2000, il biologo americano George Schaller e la paleontologa Elisabeth Vrba hanno suggerito l'inclusione di Pelea in Reduncinae, sebbene il Pelea capreolus grigio, l'unica specie di Pelea, sia molto diverso dal Kobus kob e dai Reduncinae nella morfologia. Il chiru, precedentemente classificato nelle Antilopinae, fu successivamente collocato nella propria sottofamiglia, Pantolopinae. Tuttavia, l'analisi molecolare e morfologica supporta l'inclusione di Pantholops in Caprinae.

## Classificazione
ORDINE Artiodattili
- Sottordine Ruminanti
  - Infraordine Pecora
    - Famiglia Bovidae
      - Genere † Palaeoreas
      - Genere † Turcocerus
      - Sottofamiglia † Hypsodontinae
        - Genere † Gobiocerus
        - Genere † Hypsodontus

      - Sottofamiglia Bovinae
      - Sottofamiglia Cephalophinae
      - Sottofamiglia Hippotraginae
      - Sottofamiglia Antilopinae
      - Sottofamiglia Caprinae
      - Sottofamiglia Reduncinae
      - Sottofamiglia Aepycerotinae
      - Sottofamiglia Alcelaphinae
      - Sottofamiglia Panthalopinae (forse parte di Caprinae)

### Filogenia
|  | Tragelaphini |
|  |              |
|  | Bovini       |
|  |              |

|  | Antilopini |
|  |            |
|  | Neotragini |
|  |            |

|  | Cephalophinae |
|  |               |
|  | Reduncinae    |
|  |               |

| Caprinae | \| \| Ovibovini \| \| \| \| \| \| Caprini \| \| \| \| |
|          | \| \| Ovibovini \| \| \| \| \| \| Caprini \| \| \| \| |
|          | Hippotraginae                                         |
|          |                                                       |
|          | Alcelaphinae                                          |
|          |                                                       |
|          | Ovibovini                                             |
|          |                                                       |
|          | Caprini                                               |
|          |                                                       |

|  | Ovibovini |
|  |           |
|  | Caprini   |
|  |           |

|  | Antilopini |
|  |            |
|  | Neotragini |
|  |            |

|  | Cephalophinae |
|  |               |
|  | Reduncinae    |
|  |               |

| Caprinae | \| \| Ovibovini \| \| \| \| \| \| Caprini \| \| \| \| |
|          | \| \| Ovibovini \| \| \| \| \| \| Caprini \| \| \| \| |
|          | Hippotraginae                                         |
|          |                                                       |
|          | Alcelaphinae                                          |
|          |                                                       |
|          | Ovibovini                                             |
|          |                                                       |
|          | Caprini                                               |
|          |                                                       |

|  | Ovibovini |
|  |           |
|  | Caprini   |
|  |           |

|  | Tragelaphini |
|  |              |
|  | Bovini       |
|  |              |

|  | Antilopini |
|  |            |
|  | Neotragini |
|  |            |

|  | Cephalophinae |
|  |               |
|  | Reduncinae    |
|  |               |

| Caprinae | \| \| Ovibovini \| \| \| \| \| \| Caprini \| \| \| \| |
|          | \| \| Ovibovini \| \| \| \| \| \| Caprini \| \| \| \| |
|          | Hippotraginae                                         |
|          |                                                       |
|          | Alcelaphinae                                          |
|          |                                                       |
|          | Ovibovini                                             |
|          |                                                       |
|          | Caprini                                               |
|          |                                                       |

|  | Ovibovini |
|  |           |
|  | Caprini   |
|  |           |

|  | Antilopini |
|  |            |
|  | Neotragini |
|  |            |

|  | Cephalophinae |
|  |               |
|  | Reduncinae    |
|  |               |

| Caprinae | \| \| Ovibovini \| \| \| \| \| \| Caprini \| \| \| \| |
|          | \| \| Ovibovini \| \| \| \| \| \| Caprini \| \| \| \| |
|          | Hippotraginae                                         |
|          |                                                       |
|          | Alcelaphinae                                          |
|          |                                                       |
|          | Ovibovini                                             |
|          |                                                       |
|          | Caprini                                               |
|          |                                                       |

|  | Ovibovini |
|  |           |
|  | Caprini   |
|  |           |

## Bovidi in cattività
- Sottofamiglia Bovinae
  - Nilgai (solo al Parco Safari delle Langhe e al Parco Gallorose)
  - Bufalo indiano
  - Banteng (solo al Bioparco di Roma)
  - Bovino domestico
  - Bisonte americano
  - Bisonte europeo (solo al Parco Natura Viva)
  - Nyala (solo al Parco Natura Viva e al Parco Zoo Falconara)
  - Bongo (solo al Parco faunistico Le Cornelle)
  - Sitatunga
  - Antilope alcina
- Sottofamiglia Alcelaphinae
  - Bontebok (solo al Parco Natura Viva e a Zoom Torino)
  - Gnu striato
  - Gnu dalla coda bianca (solo al Parco Safari delle Langhe e allo Zoo Safari Fasanolandia)
- Sottofamiglia Hippotraginae
  - Antilope equina
  - Orice dalle corna a sciabola
  - Orice gazzella (solo a Safari Park e allo Zoo safari Fasanolandia)
  - Addax
- Sottofamiglia Antilopinae
  - Gazzella di Thomson (solo a Zoom Torino)
  - Gazzella dama
  - Springbok (solo al Parco Natura Viva)
  - Antilope cervicapra
- Sottofamiglia Aepycerotinae
  - Impala (solo al a Zoom Torino)
- Sottofamiglia Caprinae
  - Ammotrago
  - Egagro
  - Markhor (solo al Parco faunistico "La Torbiera" e al Giardino zoologico di Pistoia)
  - Capra domestica
  - Stambecco delle Alpi
  - Thar dell'Himalaya (solo al Bioparco di Roma e al Parco faunistico Valcorba)
  - Muflone
  - Pecora domestica
  - Capra domestica
  - Bharal (solo al Parco Safari delle Langhe)
  - Camoscio dei Pirenei
  - Camoscio delle Alpi
- Sottofamiglia Reduncinae
  - Lichi
  - Lichi del Nilo
  - Cobo

## Caratteristiche
Tutti i bovidi hanno la forma base simile: muso con estremità smussata, uno o più paia di corna (generalmente presenti sui maschi) subito dopo le orecchie ovali o appuntite, collo e arti distinti e una coda che varia in lunghezza e foltezza tra le specie. La maggior parte dei bovidi mostra dimorfismo sessuale, con i maschi solitamente più grandi e più pesanti delle femmine. Il dimorfismo sessuale è più evidente nei bovidi di taglia medio-grande. Tutti i bovidi hanno quattro dita per piede: camminano sulle due centrali (gli zoccoli), mentre le due esterne (gli speroni) sono molto più piccole e toccano raramente il suolo.
I bovidi mostrano una grande variazione di dimensioni: il gaur può pesare più di 1.500 kg (3.300 libbre) ed essere alto 2,2 m (87 pollici) alla spalla. L'antilope reale, in netto contrasto, è alta solo 25 cm (9,8 pollici) e pesa al massimo 3 kg (6,6 libbre). Il klipspringer, un'altra piccola antilope, è alto 45–60 cm (18-24 pollici) alla spalla e pesa solo 10–20 kg (22-44 libbre). 

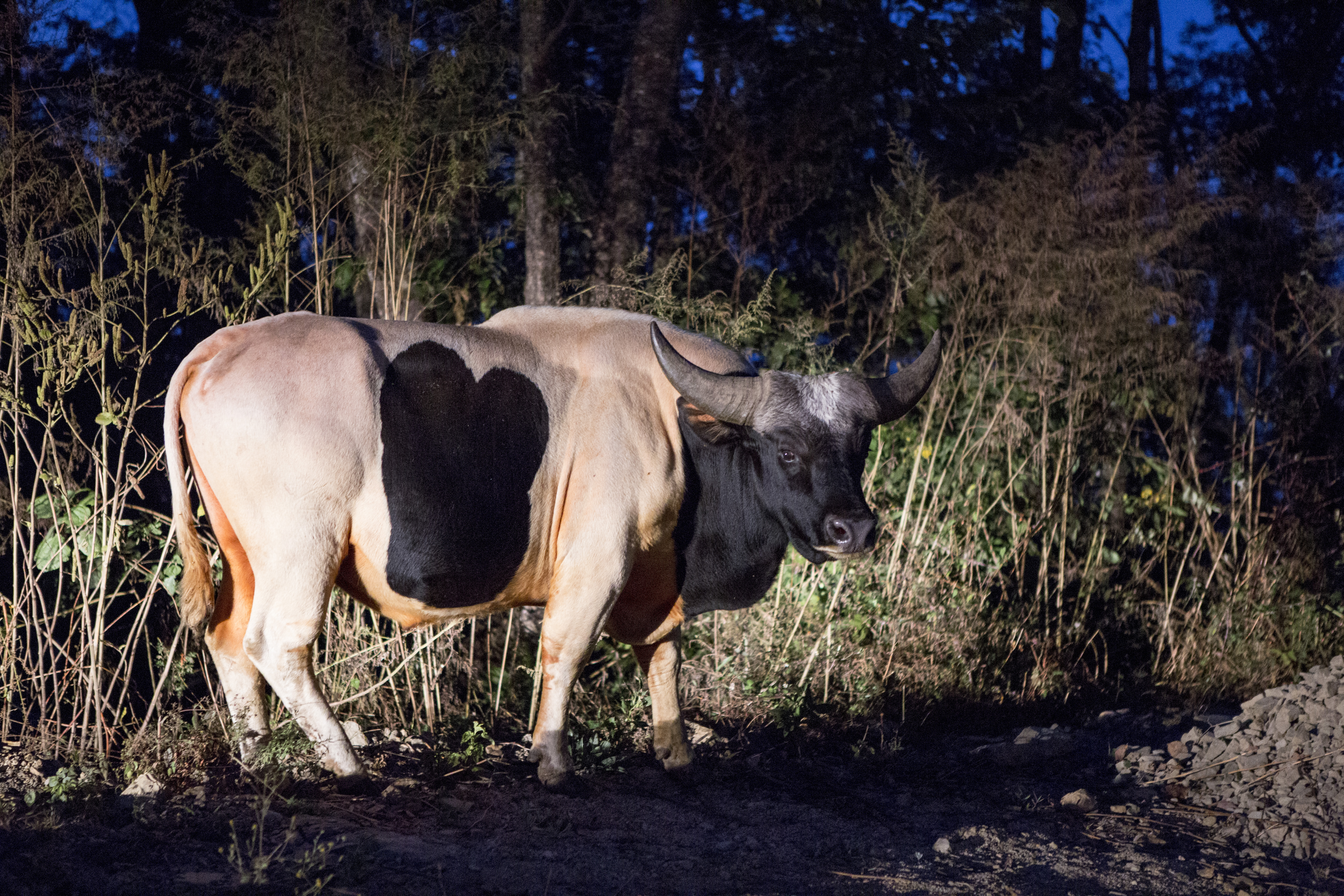
Un toro Gayal dall'India e dalla Birmania

Le differenze si verificano nella colorazione del pelo, che va dal bianco pallido (come nell'orice d'Arabia) al nero (come nello gnu nero). Tuttavia, si osservano comunemente solo le sfumature intermedie, come il marrone e il marrone rossastro (come nel reedbuck). In diverse specie, femmine e giovani esibiscono un mantello di colore chiaro, mentre quelli dei maschi si scuriscono con l'età. Come nello gnu, il mantello può essere contrassegnato da strisce prominenti o deboli. In alcune specie come l'addax, il colore del mantello può variare a seconda della stagione. Ghiandole odorose e ghiandole sebacee sono spesso presenti.
Alcune specie, come il gemsbok, l'antilope nera e la gazzella di Grant, sono mimetizzate con segni facciali fortemente dirompenti che nascondono l'occhio altamente riconoscibile. Molte specie, come le gazzelle, possono mimetizzarsi con lo sfondo, contrastando con esso. I contorni di molti bovidi sono caratterizzati da una colorazione audace e dirompente, quindi gli esemplari fortemente contrastanti a livello di colore aiutano a ritardare il riconoscimento da parte dei predatori. Tuttavia, tutte le Hippotraginae (incluso il gemsbok) hanno corpi pallidi e facce con marcature cospicue. Lo zoologo Tim Carode scrive questo come difficile da spiegare, ma dato che le specie sono diurne, suggerisce che i segni possono funzionare nella comunicazione. La colorazione delle zampe fortemente contrastante è comune solo nei Bovidae, dove ad esempio Bos, Ovis, bontebok e gemsbok (Oryx gazella) hanno zampe bianche.
Ad eccezione di alcuni esemplari domestici, tutti i bovidi maschi hanno le corna, e in molte specie anche le femmine le possiedono. Le dimensioni e la forma delle corna variano notevolmente, ma la struttura di base è un paio di semplici sporgenze ossee prive di rami, spesso aventi forma a spirale, attorcigliata o scanalata, ciascuna ricoperta da una guaina permanente di cheratina. Sebbene le corna si presentino in un unico paio su quasi tutte le specie di bovidi, ci sono eccezioni come l'antilope a quattro corna e la pecora Jacob (Ovis aries). La struttura unica del corno è l'unica caratteristica morfologica inequivocabile dei bovidi che li distingue dagli altri animali facenti parte dell'infraordine Pecora. Esiste un'alta correlazione tra la morfologia del corno e il comportamento combattivo dell'individuo. Ad esempio, le corna lunghe sono destinate alla lotta, mentre le corna ricurve sono utilizzate nello speronamento. I maschi con le corna rivolte verso l'interno sono monogami e solitari, mentre quelli con le corna rivolte verso l'esterno tendono ad essere poligami. Questi risultati erano indipendenti dalle dimensioni del corpo.
Lo sviluppo delle corna maschili è stato collegato alla selezione sessuale. Le corna sono piccole punte nei cefalofi monogami e in altre piccole antilopi, mentre nei poliginosi sono grandi e di forma elaborata (ad esempio in una struttura a spirale, come nell'antilope gigante). Pertanto, in una certa misura, le corna rappresentano il grado di competizione tra i maschi in una specie. Tuttavia, la presenza di corna nelle femmine è probabilmente dovuta alla selezione naturale. Le corna delle femmine sono generalmente più piccole di quelle dei maschi e talvolta hanno una forma diversa. Si ritiene che le corna delle femmine di bovidi si siano evolute per difendersi dai predatori o per esprimere territorialità, poiché le femmine non territoriali, che sono in grado di utilizzare la criptosi per la difesa dai predatori, spesso non hanno le corna. Le femmine possiedono corna solo nella metà dei generi bovidi, e le femmine in questi generi sono più pesanti di quelle nel resto. Le femmine usano le corna principalmente per pugnalare.

### Anatomia
Nei bovidi, il terzo e il quarto metapodio (il segmento intermedio dell’autopodio, che comprende, nell’arto anteriore e posteriore, il metacarpo e il metatarso) sono combinati nello stinco. L'ulna e il perone sono ridotti e fusi rispettivamente con il radio e la tibia. Sono presenti scapole lunghe, mentre le clavicole sono assenti. Essendo ruminanti, lo stomaco è composto da quattro camere: il rumine (80%), l'omaso, il reticolo e l'abomaso. I ciliati ei batteri del rumine fermentano la complessa cellulosa in acidi grassi più semplici, che vengono poi assorbiti attraverso la parete del rumine. I bovidi hanno un intestino tenue lungo; la lunghezza dell'intestino tenue nei bovini è di 29–49 m (95–161 piedi). La temperatura corporea oscilla durante il giorno; ad esempio, nelle capre la temperatura può variare leggermente da quasi 37 °C (99 °F) al mattino presto a 40 °C (104 °F) nel pomeriggio. La temperatura è regolata attraverso la sudorazione nei bovini, mentre le capre usano ansimare. Il polmone destro, composto da quattro a cinque lobi, è circa 1,5 volte più grande del sinistro, che ha tre lobi.

### Dentizione
La maggior parte dei bovidi ha da 30 a 32 denti. Mentre gli incisivi superiori sono assenti, i canini superiori sono ridotti o assenti. Invece degli incisivi superiori, i bovidi hanno uno strato di tessuto spesso e resistente, chiamato cuscinetto dentale, che fornisce una superficie per afferrare erbe e fogliame. Sono ipsodonti e selenodonti, poiché i molari e i premolari sono cuspidi a corona bassa e a forma di mezzaluna. Gli incisivi e i canini inferiori sporgono in avanti. Gli incisivi sono seguiti da un lungo spazio senza denti, noto come diastema. La maggior parte dei membri della famiglia sono erbivori, ma la maggior parte dei duiker sono onnivori. Come altri ruminanti, i bovidi hanno stomaci a quattro camere, che consentono loro di digerire materiale vegetale, come l'erba, che non può essere utilizzato da molti altri animali. I ruminanti (e alcuni altri come canguri, conigli e termiti) sono in grado di utilizzare i microrganismi che vivono nelle loro viscere per abbattere la cellulosa mediante fermentazione.

## Ecologia e comportamento

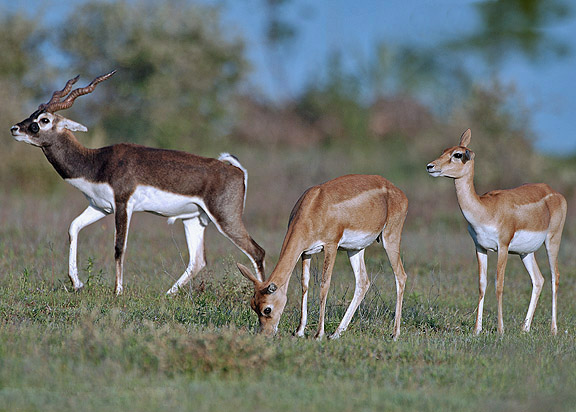
Antilopi Blackbuck

I bovidi hanno vari metodi di organizzazione sociale e comportamento sociale, che sono classificati in comportamento solitario e gregario (vive cioè in gruppi comuni). Inoltre, ciascuno di questi tipi può essere suddiviso in comportamento territoriale e non territoriale. I piccoli bovidi come il klipspringer, l'oribi e lo steenbok (Raphicerus campestris) sono generalmente solitari e territoriali. Detengono piccoli territori in cui altri membri della specie non possono entrare. Queste antilopi formano coppie monogame. Molte specie come il dik-dik usano le secrezioni di feromoni dalle ghiandole preorbitali e talvolta anche lo sterco per marcare i loro territori. La prole si disperde al momento dell'adolescenza e i maschi devono acquisire territori prima dell'accoppiamento. Il bushbuck (Tragelaphus sylvaticus) è l'unico bovide solitario e non territoriale. Questa antilope difficilmente mostra aggressività e tende ad isolarsi o formare branchi sciolti, sebbene in un habitat favorevole si possano trovare diversi bushbuck abbastanza vicini l'uno all'altro.
Escludendo le cefalofine (cefalofi), le tragelafine (antilopi dalle corna a spirale) e le neotragine, la maggior parte dei bovidi africani è gregaria e territoriale. I maschi sono costretti a disperdersi al raggiungimento della maturità sessuale e devono formare i propri territori, mentre le femmine non sono obbligate a farlo. I maschi che non detengono territori formano mandrie di scapoli. La competizione si svolge tra i maschi per acquisire il dominio e i combattimenti tendono ad essere più rigorosi nelle stagioni degli amori. Ad eccezione dei maschi migratori, i maschi generalmente mantengono lo stesso territorio per tutta la vita. Nel waterbuck, alcuni individui maschi, noti come "maschi satellite", possono essere ammessi nei territori di altri maschi e devono aspettare che il proprietario invecchi per poter acquisire il suo territorio. È noto che l'accoppiamento di Lek, in cui i maschi si riuniscono e si esibiscono in modo competitivo a potenziali compagni, esiste tra topi, kob e Kobus leche. I tragelafini, bovini, ovini e caprini sono gregari e non territoriali. In queste specie, i maschi devono ottenere il dominio assoluto su tutti gli altri maschi e le lotte non sono limitate ai territori. I maschi, quindi, trascorrono anni nella crescita corporea.

### Attività
La maggior parte dei bovidi sono diurni, anche se alcuni come il bufalo, il bushbuck, il reedbuck e il grysbok sono eccezioni. L'attività sociale e l'alimentazione di solito raggiungono il picco durante l'alba e il tramonto. I bovidi di solito riposano prima dell'alba, a mezzogiorno e dopo il tramonto. Il grooming (la pulizia del mantello o della pelle) è fatta solitamente leccando il corpo con la lingua. Raramente le antilopi rotolano nel fango o nella polvere. Gnu e bufali di solito sguazzano nel fango, mentre l'alcelafo e il topi strofinano la testa e le corna nel fango e poi lo spalmano sul corpo. I bovidi usano diverse forme di comunicazione vocale, olfattiva e tangibile. Questi comportano varie posture di collo, testa, corna, capelli, gambe e orecchie per trasmettere eccitazione sessuale, stato emotivo o allarme. Una di queste espressioni è la reazione di Flehmen. I bovidi di solito stanno immobili, con la testa alta e lo sguardo fisso, quando avvertono il pericolo. Alcuni come l'impala, il kudu e l'eland possono persino saltare ad altezze di pochi piedi. I bovidi possono ruggire o grugnire per mettere in guardia gli altri e mettere in guardia i predatori. Bovidi come le gazzelle stot o pronk in risposta ai predatori, facendo alti salti su gambe rigide, indicando sia che il predatore è stato visto, sia che l'individuo è forte e non vale la pena inseguirlo.
Nella stagione degli amori, i maschi in calore muggiscono per far conoscere la loro presenza alle femmine. I buoi muschiati ruggiscono durante i combattimenti maschio-maschio e i saiga maschi forzano l'aria attraverso il naso, producendo un ruggito per scoraggiare i maschi rivali e attirare le femmine. Le madri usano anche la comunicazione vocale per localizzare i loro cuccioli se vengono separati. Durante i combattimenti per il dominio, i maschi tendono a mostrarsi in una postura eretta con un muso piatto.
Le tecniche di combattimento differiscono tra le famiglie di bovidi e dipendono anche dalla loro corporatura. Mentre gli alcefali combattono in ginocchio, gli altri di solito combattono a quattro zampe. Le gazzelle di varie dimensioni usano diversi metodi di combattimento. Le gazzelle di solito in combattimenti seri possono scontrarsi, emettendo colpi duri da corto raggio. I maschi di stambecco, capra e pecora stanno in piedi e si scontrano l'uno con l'altro verso il basso. Gli gnu usano potenti colpi di testa negli scontri aggressivi. Se le corna rimangono impigliate, gli avversari si muovono in modo circolare per sbloccarle. I buoi muschiati si schianteranno l'uno contro l'altro ad alta velocità. Di norma, solo due bovidi di uguale corporatura e livello di difesa ingaggiano un combattimento, il che ha lo scopo di determinare l'esemplare superiore tra i due. Gli individui evidentemente inferiori agli altri preferiscono fuggire piuttosto che combattere. Per esempio, i maschi immaturi non combattono con i tori maturi. Generalmente, i bovidi dirigono i loro attacchi sulla testa dell'avversario piuttosto che sul suo corpo. Le corna a forma di S, come quelle di impala, hanno varie sezioni che aiutano a speronare, trattenere e pugnalare. I combattimenti seri che portano a lesioni sono rari.

### Dieta
Le abitudini alimentari sono legate alla corporatura; mentre i piccoli bovidi si nutrono in habitat densi e chiusi, le specie più grandi si nutrono di vegetazione ricca di fibre nelle praterie aperte. Le sottofamiglie mostrano diverse strategie di alimentazione. Mentre le specie Bovinae pascolano estensivamente su erba fresca e foraggio diffuso, le specie Cephalophinae (con l'eccezione di Sylvicapra) consumano principalmente frutta. Le specie Reduncinae e Hippotraginae dipendono da fonti alimentari instabili, ma queste ultime sono particolarmente adatte alle zone aride. I membri di Caprinae, essendo alimentatori flessibili, foraggiano anche in aree a bassa produttività. Le tribù Alcelaphini, Hippotragini e Reduncini hanno alte proporzioni di monocotiledoni nella loro dieta. Al contrario, Tragelaphini e Neotragini (ad eccezione di Ourebia) si nutrono ampiamente di dicotiledoni. Non esiste una relazione cospicua tra le dimensioni del corpo e il consumo di monocotiledoni.

### Sessualità e riproduzione
La maggior parte dei bovidi è poliginica. In alcune specie, gli individui sono monogami, con conseguente minima aggressività maschio-maschio e ridotta selezione per grandi dimensioni corporee nei maschi. Pertanto, il dimorfismo sessuale è quasi assente. Le femmine possono essere leggermente più grandi dei maschi, forse a causa della competizione tra femmine per l'acquisizione di territori. Questo è il caso dei duiker e di altri piccoli bovidi. Il tempo impiegato per il raggiungimento della maturità sessuale da entrambi i sessi varia ampiamente tra i bovidi. La maturità sessuale può anche precedere o seguire l'accoppiamento. Ad esempio, i maschi impala, sebbene sessualmente maturi entro un anno, possono accoppiarsi solo dopo i quattro anni. Al contrario nella specie Ammotragus lervia le femmine possono dare alla luce la prole anche prima che abbiano raggiunto la maturità sessuale. Il ritardo nella maturazione sessuale maschile è più visibile nelle specie sessualmente dimorfiche, in particolare nelle Reduncinae, probabilmente a causa della competizione tra maschi. Ad esempio, le femmine di gnu blu diventano capaci di riprodursi entro uno o due anni dalla nascita, mentre i maschi diventano maturi solo quando hanno quattro anni.
Tutti i bovidi si accoppiano almeno una volta all'anno e le specie più piccole possono anche accoppiarsi due volte. Le stagioni degli amori si verificano tipicamente durante i mesi piovosi per la maggior parte dei bovidi. Pertanto, la riproduzione potrebbe raggiungere il picco due volte nelle regioni equatoriali. Le pecore e le capre presentano una notevole stagionalità della riproduzione, nella cui determinazione gioca un ruolo fondamentale il ciclo annuale del fotoperiodo giornaliero. Altri fattori che hanno un'influenza significativa su questo ciclo includono la temperatura dell'ambiente circostante, lo stato nutrizionale, le interazioni sociali, la data del parto e il periodo dell'allattamento. Uno studio su questo fenomeno ha concluso che le capre e le pecore sono allevatori a giornata corta (detti seasonal breeder, ossia si accoppiano con successo cioè solo in determinati periodi dell'anno). L'accoppiamento nella maggior parte delle razze ovine inizia in estate o all'inizio dell'autunno. L'accoppiamento nelle pecore è influenzato anche dalla melatonina, che anticipa l'inizio della stagione riproduttiva; e tiroxina, che termina la stagione riproduttiva. L'estro dura al massimo un giorno nei bovidi, ad eccezione dei bovini e dei tragelafini. Fatta eccezione per l'alcelafo e il topi, tutti i bovidi possono rilevare l'estro nelle femmine testando l'urina usando l'organo vomeronasale. Una volta che il maschio si è assicurato che la femmina è in estro, inizia le esibizioni di corteggiamento; queste esibizioni variano notevolmente tra le specie gregarie. È utilizzato il leccamento dei genitali femminili tra le specie solitarie. Le femmine, inizialmente non ricettive, alla fine si accoppiano con il maschio che ha raggiunto il dominio sugli altri. La ricettività è espressa dal permesso di montare da parte del maschio e dal mettere da parte la coda da parte della femmina. L'accoppiamento richiede generalmente pochi secondi.
Il periodo gestazionale varia tra i bovidi: mentre la gestazione del duiker varia da 120 a 150 giorni, la gestazione nel bufalo africano varia da 300 a 330 giorni. Di solito nasce un solo figlio (i gemelli sono meno frequenti) ed è in grado di stare in piedi e correre da solo entro un'ora dalla nascita. Nelle specie monogame, i maschi aiutano a difendere i loro piccoli, ma non è il caso delle specie poligame. La maggior parte dei cuccioli appena nati rimane nascosta per una settimana o due mesi, allattata regolarmente dalle madri. In alcune specie di bovidi, i neonati iniziano a seguire le loro madri immediatamente o entro pochi giorni, come nell'impala. Bovidi diversi hanno strategie diverse per la difesa dei giovani. Ad esempio, mentre le madri di gnu difendono esclusivamente i loro piccoli, i bufali esibiscono una difesa collettiva. Lo svezzamento potrebbe avvenire già due mesi (come nell'antilope reale) o fino a un anno (come nel bue muschiato).

### Durata della vita
La maggior parte dei bovidi selvatici vive da 10 a 15 anni. Le specie più grandi tendono a vivere più a lungo; ad esempio, il bisonte americano può vivere fino a 25 anni e il gaur fino a 30 anni. La durata media della vita degli individui addomesticati è di quasi dieci anni. Ad esempio, le capre domestiche hanno una vita media di 12 anni. Di solito i maschi, soprattutto nelle specie poliginiche, hanno una durata di vita più breve rispetto alle femmine. Ciò può essere attribuito a diversi motivi: dispersione precoce dei giovani maschi, combattimenti aggressivi maschio-maschio, vulnerabilità alla predazione (in particolare quando i maschi sono meno agili, come nel kudu) e malnutrizione (essendo di grandi dimensioni, il corpo maschile ha un alto livello nutritivo, ossia ha requisiti che potrebbero non essere soddisfatti). Richard Despard Estes ha suggerito che le femmine imitano le caratteristiche sessuali secondarie maschili come le corna per proteggere la loro prole maschile dai maschi dominanti. Questa caratteristica sembra essere stata fortemente selezionata per prevenire la mortalità maschile e rapporti sessuali squilibrati dovuti agli attacchi di maschi aggressivi e alla dispersione forzata di giovani maschi durante l'adolescenza.

## Distribuzione
La maggior parte delle diverse specie di bovidi si trova in Africa. La massima concentrazione è nelle savane dell'Africa orientale. A seconda delle loro abitudini alimentari, diverse specie si sono irradiate su vaste distese di terra, e quindi si osservano diverse variazioni nella morfologia dentale e degli arti. I duiker abitano le foreste pluviali equatoriali, sitatunga e Kobus leche si trovano vicino alle paludi, gli eland abitano le praterie, springbok e oryx si trovano nei deserti, bongo e anoa vivono in fitte foreste, capre di montagna e takin vivono ad alta quota. Alcune specie di bovidi sono presenti anche in Europa, Asia e Nord America. Pecore e capre si trovano principalmente in Eurasia, sebbene le Ammotragus lervia e lo stambecco facciano parte della fauna africana. Il bue muschiato è confinato nella tundra artica. Diverse specie di bovidi sono state addomesticate dagli esseri umani. L'addomesticamento di capre e pecore è iniziato 10mila anni fa, mentre il bestiame è stato addomesticato circa 7,5mila anni fa.

## Interazione con gli esseri umani

### Animali domestici
La domesticazione dei bovidi ha contribuito a spostare la dipendenza degli esseri umani dalla caccia e raccolta all'agricoltura. I Bovidi comprendono tre dei sei grandi erbivori domestici il cui uso si è diffuso al di fuori dei loro areali originari, vale a dire bovini, ovini e caprini; provengono tutti dall'Eurasia e ora si trovano in tutto il mondo. Le altre tre specie sono il cavallo, l'asino e il maiale. Altri grandi bovidi che sono stati addomesticati ma che rimangono nell'areale dei loro antenati selvatici sono il bufalo d'acqua (dal bufalo d'acqua indiano, Bubalus arnee), lo yak domestico (dallo yak selvatico, Bos mutus), lo zebù (dall'uro indiano, Bos primigenius namadicus), il gayal (dal gaur, Bos gaurus) e il Bos javanicus domesticus (dal banteng). Alcune antilopi sono state addomesticate tra cui gli orici, addax, elands e l'estinto Alcelaphus buselaphus buselaphus.
Le prime prove dell'addomesticamento del bestiame risalgono all'8000 a.C., suggerendo che il processo iniziò a Cipro e nel bacino dell'Eufrate.

### Prodotti animali
I prodotti lattiero-caseari come latte, burro, burro chiarificato, yogurt, latticello e formaggio sono prodotti in gran parte da bovini domestici, sebbene il latte di pecora, capra, yak e bufalo sia utilizzato anche in alcune parti del mondo e per prodotti gastronomici. Ad esempio, il latte di bufala è usato per fare la mozzarella in Italia e il dessert gulab jamun in India, mentre il latte di pecora è usato per fare il formaggio Roquefort blu in Francia. Il manzo è una fonte di cibo ricca di zinco, selenio, fosforo, ferro e vitamine del gruppo B. La carne di bisonte ha meno grassi e colesterolo rispetto alla carne di manzo, ma ha un contenuto proteico più elevato.
La pelle dei Bovidae è resistente e duratura, con l'ulteriore vantaggio che può essere trasformata in pelli di vari spessori, dalla morbida pelle per abbigliamento alla dura pelle per scarpe. Mentre la pelle di capra e bovina ha un'ampia varietà di utilizzo, la pelle di pecora è adatta solo per l'abbigliamento. La lana di merino è la più fine e pregiata. La lana di merino è lunga 7,6-12,7 cm ed è molto morbida. Le lane grossolane, essendo durevoli e resistenti al pilling, vengono utilizzate per realizzare indumenti resistenti e tappeti.
La farina di ossa è un importante fertilizzante ricco di calcio, fosforo e azoto, efficace nel rimuovere l'acidità del suolo. Le corna di bovidi sono state utilizzate come recipienti per bere fin dall'antichità.

### Nella cultura umana
I bovidi sono presenti nelle storie almeno dai tempi delle favole di Esopo dall'antica Grecia intorno al 600 a.C. Le favole di Esopo includono Il corvo e la pecora, La rana e il bue e Il lupo e l'agnello. La creatura mitologica Chimera, raffigurata come un leone, con la testa di una capra che emerge dal dorso e una coda che potrebbe terminare con una testa di serpente, era uno dei discendenti di Tifone ed Echidna e un fratello di tali mostri come Cerbero e l'Idra di Lerna. La pecora, sinonimo di capra nella mitologia cinese, è l'ottavo animale dello zodiaco cinese e simbolo di pietà filiale (una virtù di rispetto per i propri genitori, anziani e antenati).

## Galleria d'immagini

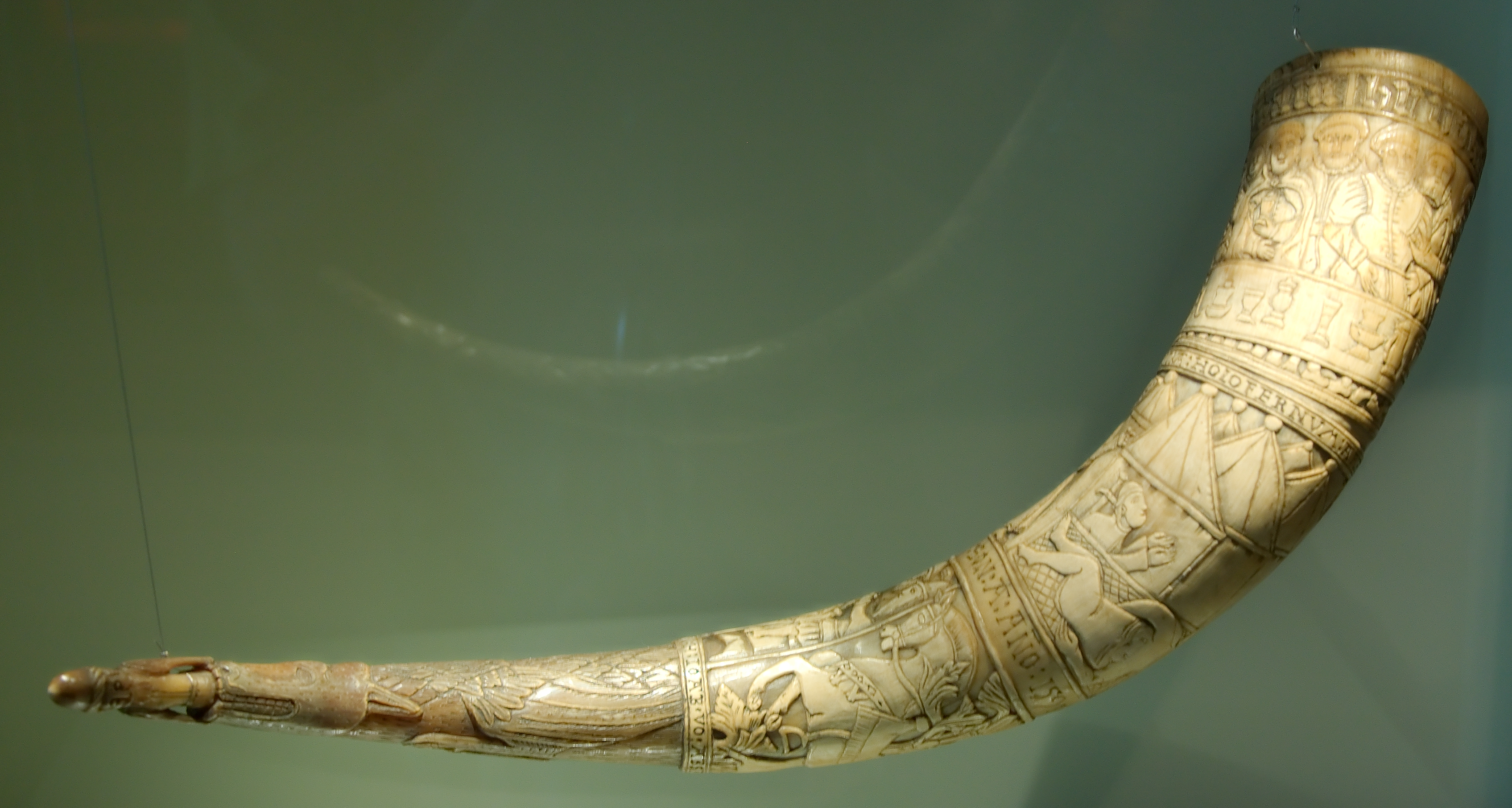
Corno potorio realizzato da Brynjólfur Jónsson di Skarð, Islanda, 1598
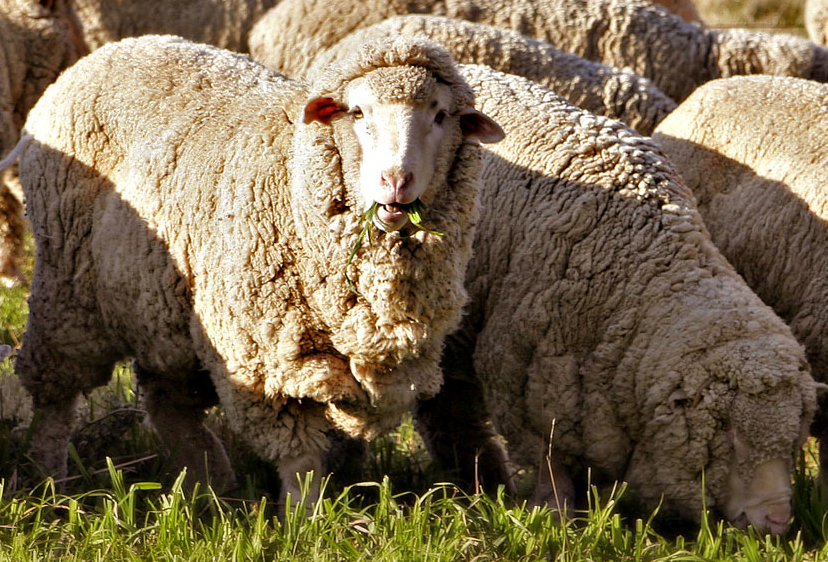
La lana di merino è la più pregiata, dotata di grande finezza e morbidezza
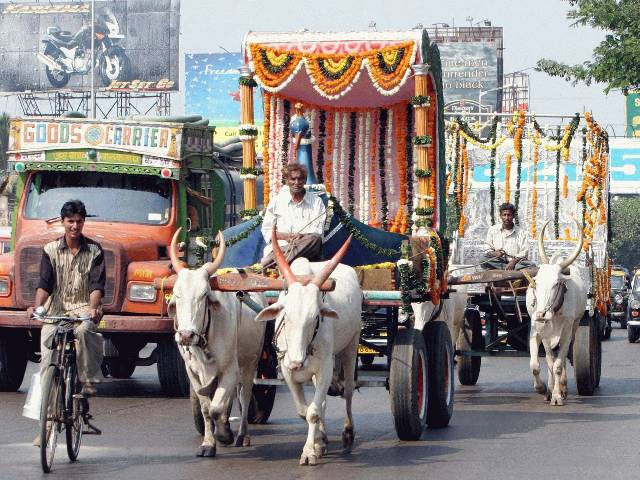
Zebù a Mumbai
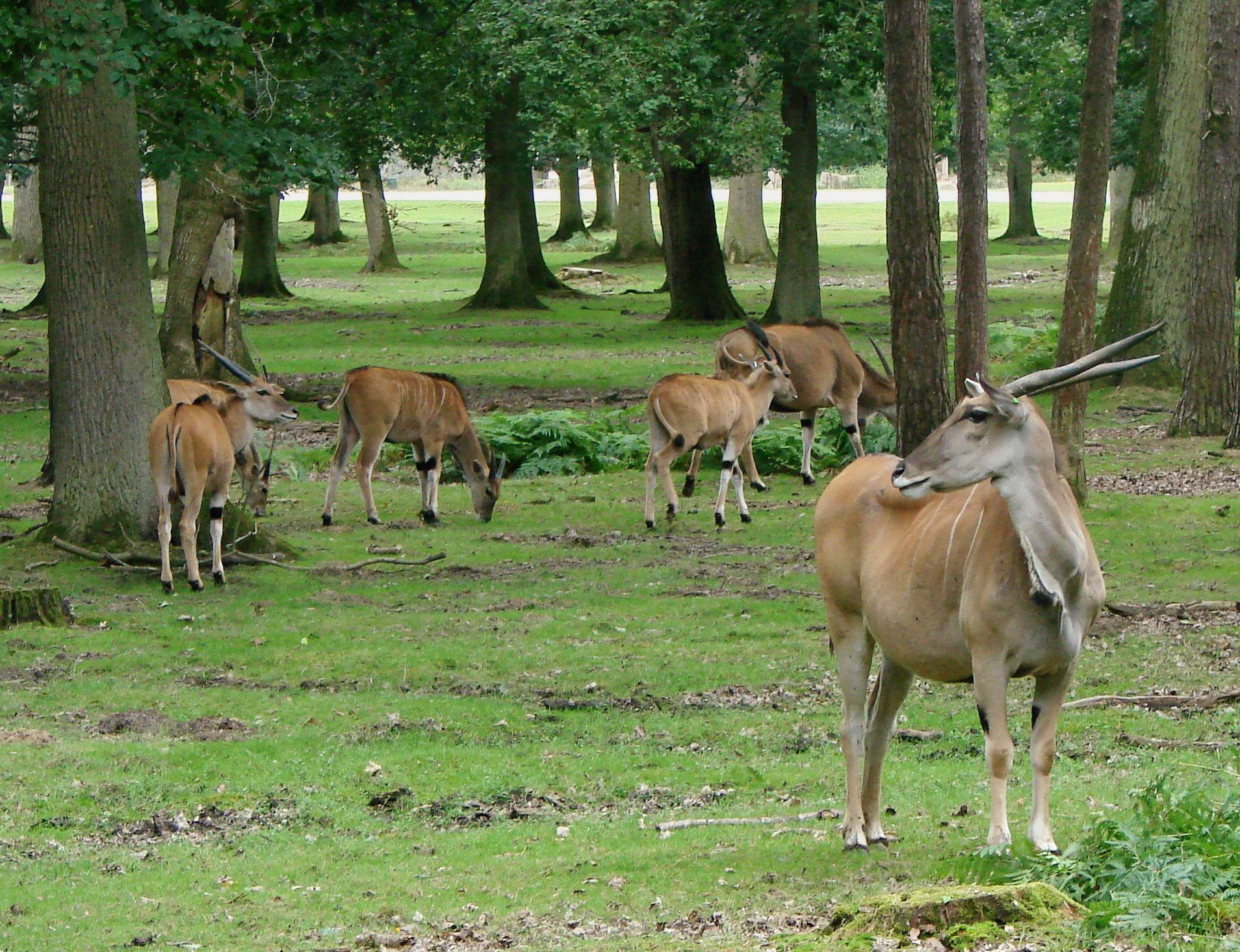
Eland nelle praterie dell'Africa
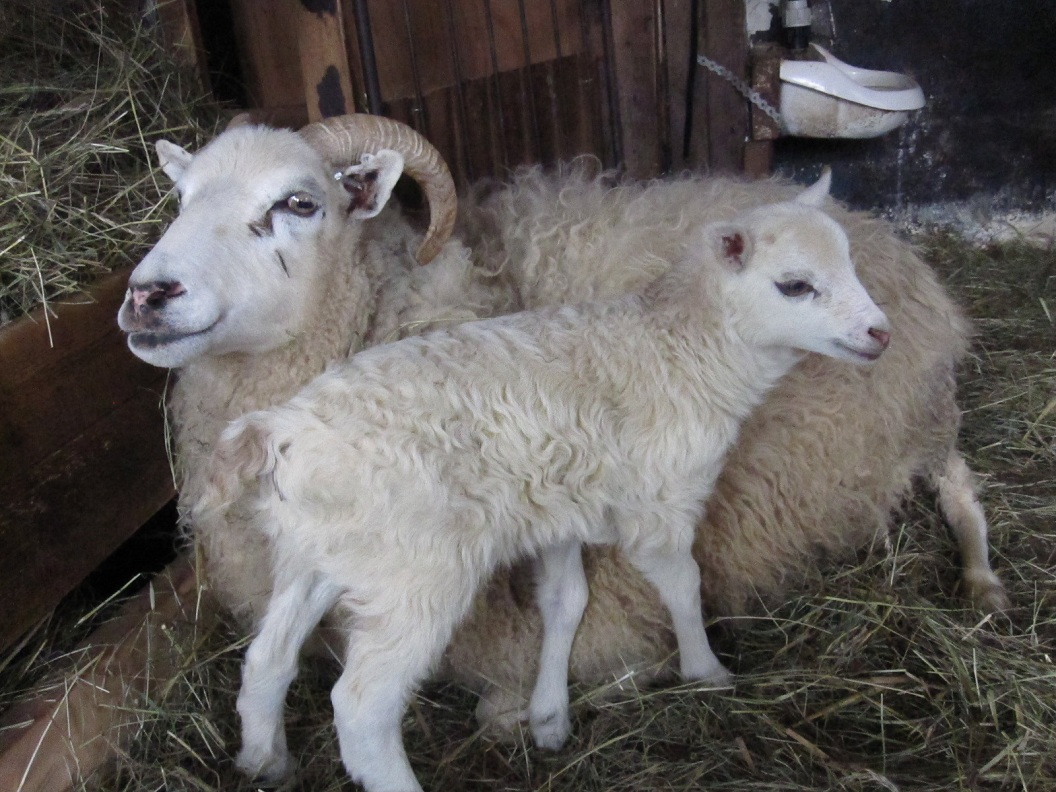
Agnello vicino a sua madre
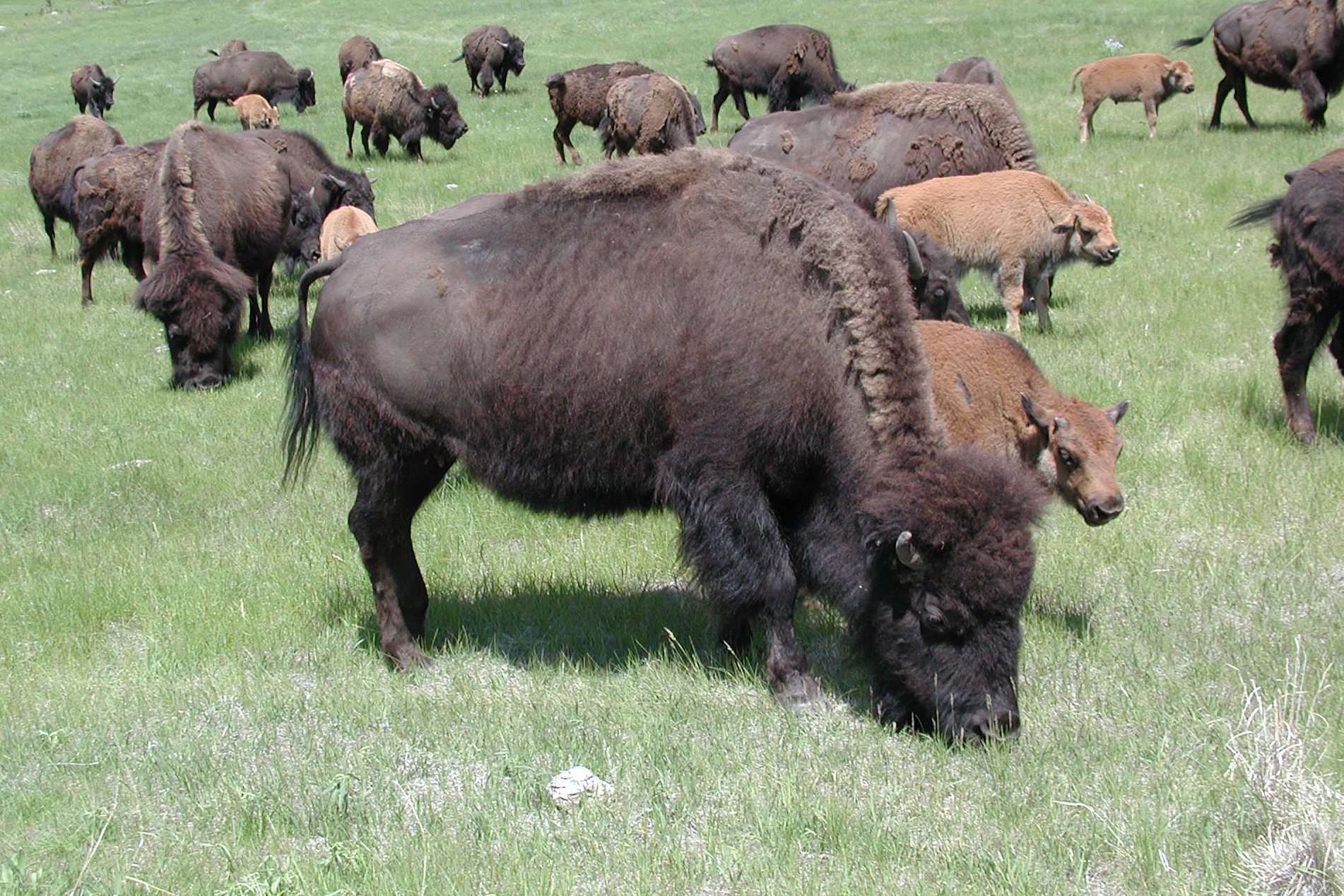
I bovidi sono erbivori, si nutrono di erba, fogliame e prodotti vegetali
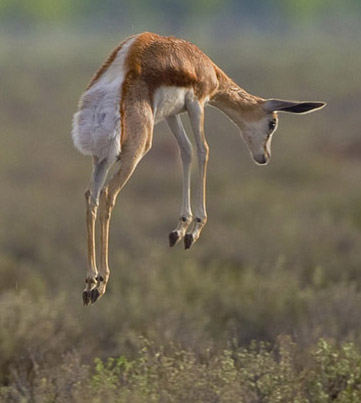
Stotting o pronking da parte di un giovane springbok
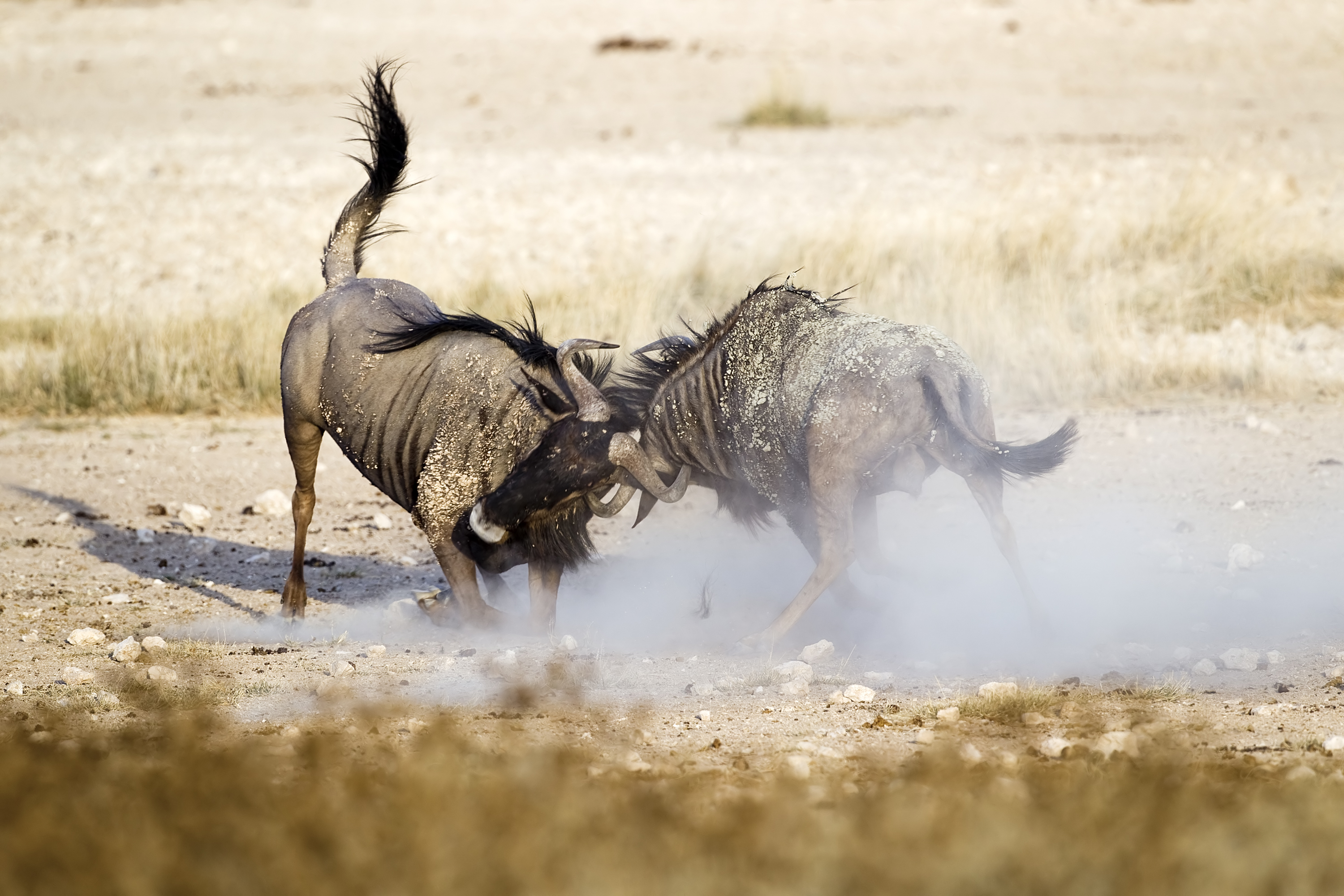
Gnu blu che lotta per il predominio